# Kologrívovka
Kologrívovka (Кологривовка en rus) - és un poble de l'óblast de Penza, a Rússia, el 2004 tenia 26 habitants.